# جعبه کارتن
جعبه کارتن یا جعبه مقوایی نوعی جعبهٔ ساخته شده از مقوا می‌باشد  که برای بسته‌بندی انواع کالاها و مواد مختلفی مورد استفاده قرار می‌گیرد.

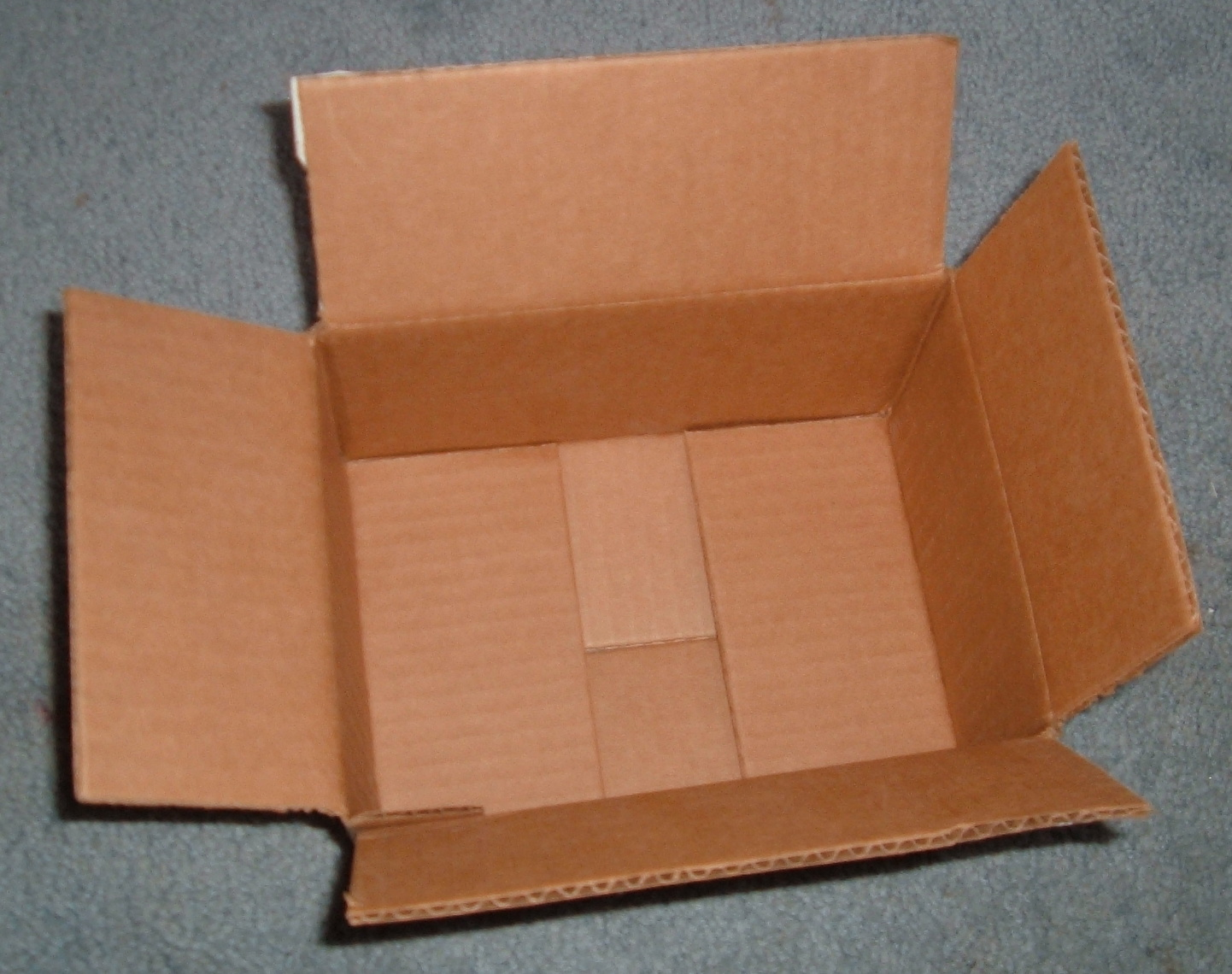
جعبه کارتن

ضخامت مقوای استفاده شده بستگی به وزن و تراکم کالایی است که داخل آن قرار می‌گیرد.
از جعبه کارتن در هنگام بسته بندی استفاده می‌شود.
مرز مشخصی میان کاغذ و مقوا وجود ندارد ولی اغلب کاغذ و مقوا را بر مبنای گرماژ آن دسته‌بندی می‌کنند.
جعبه آماده:
جعبه اماده به طور کلی به جعبه ایی اطلاق میشود که قالب آن به صورت از پیش آماده موجود می باشد، یکی از ویژگی های مهم این نوع جعبه این است که بدون احتیاج به چسب و با داشتن خط تا سر هم می شود.
جعبه آماده از مقوای کرافت می باشد و به همین دلیل به عنوان جعبه کرافت شناخته شده است. و از سوی دیگر به دلیل بسته شدن و باز شدن به صورت کیبوردی به نام جعبه کیبوردی نیز زبانزد شده است.

## نگارخانه

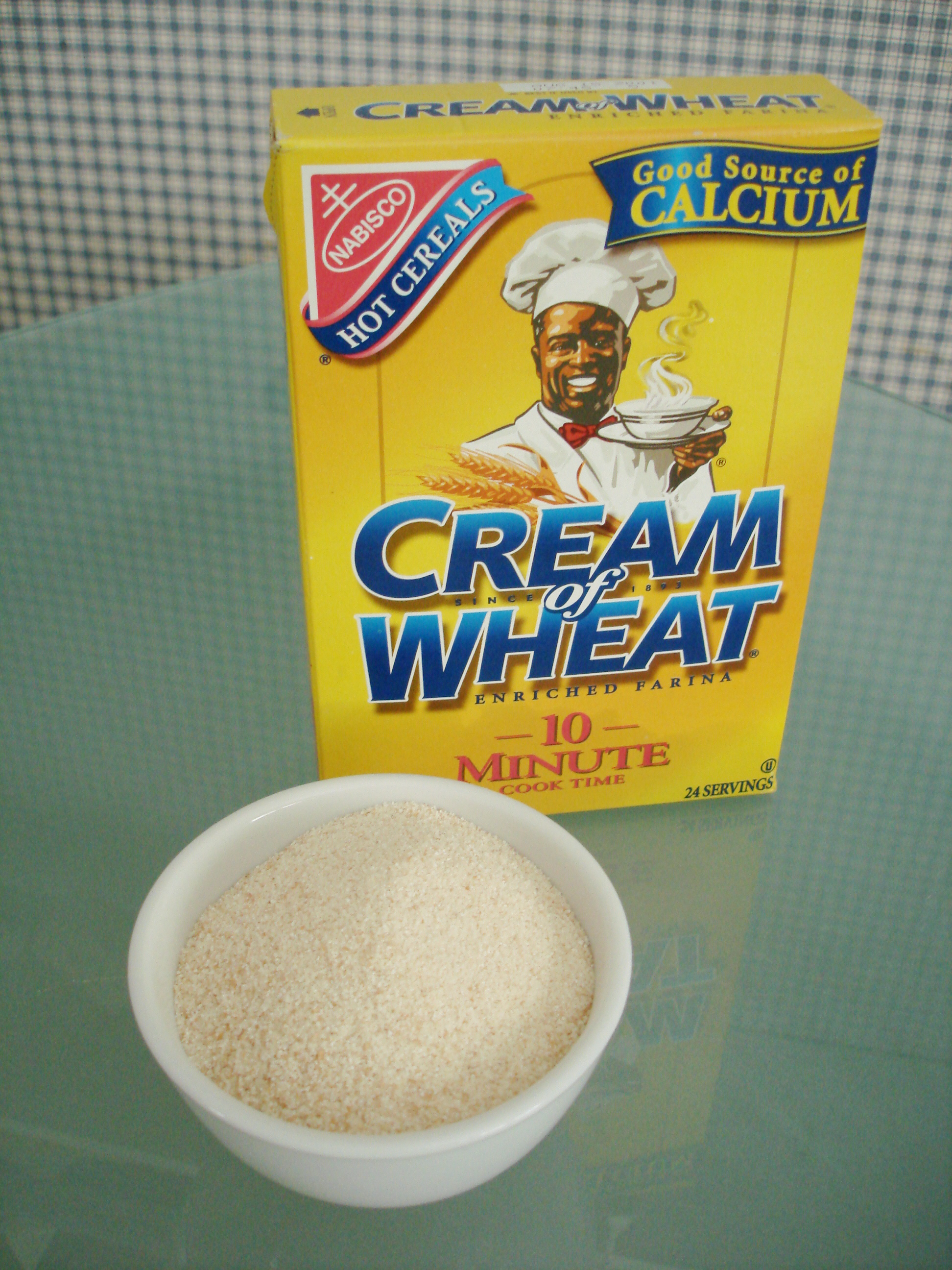
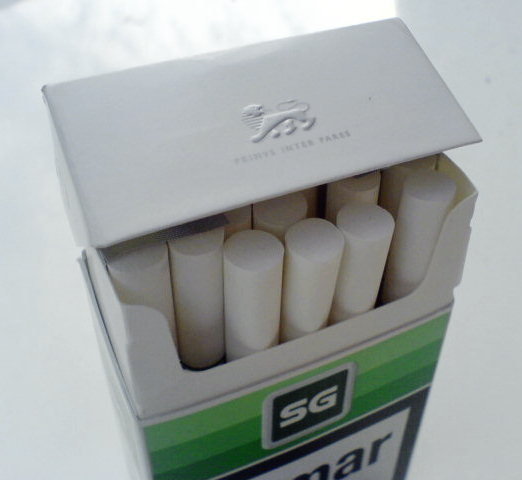
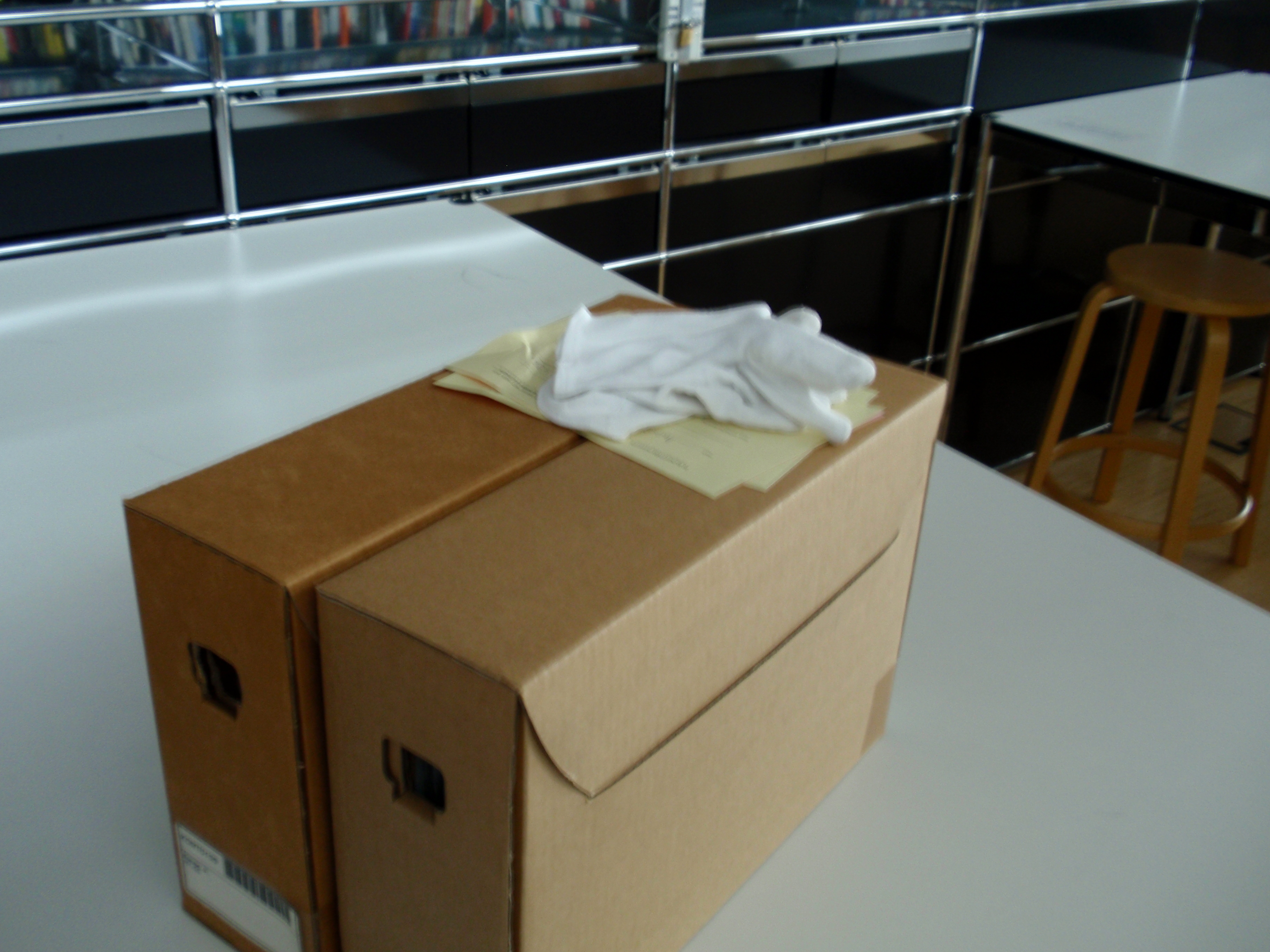
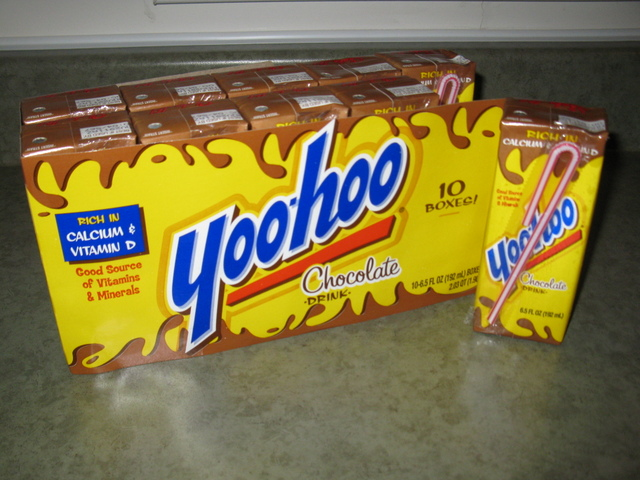
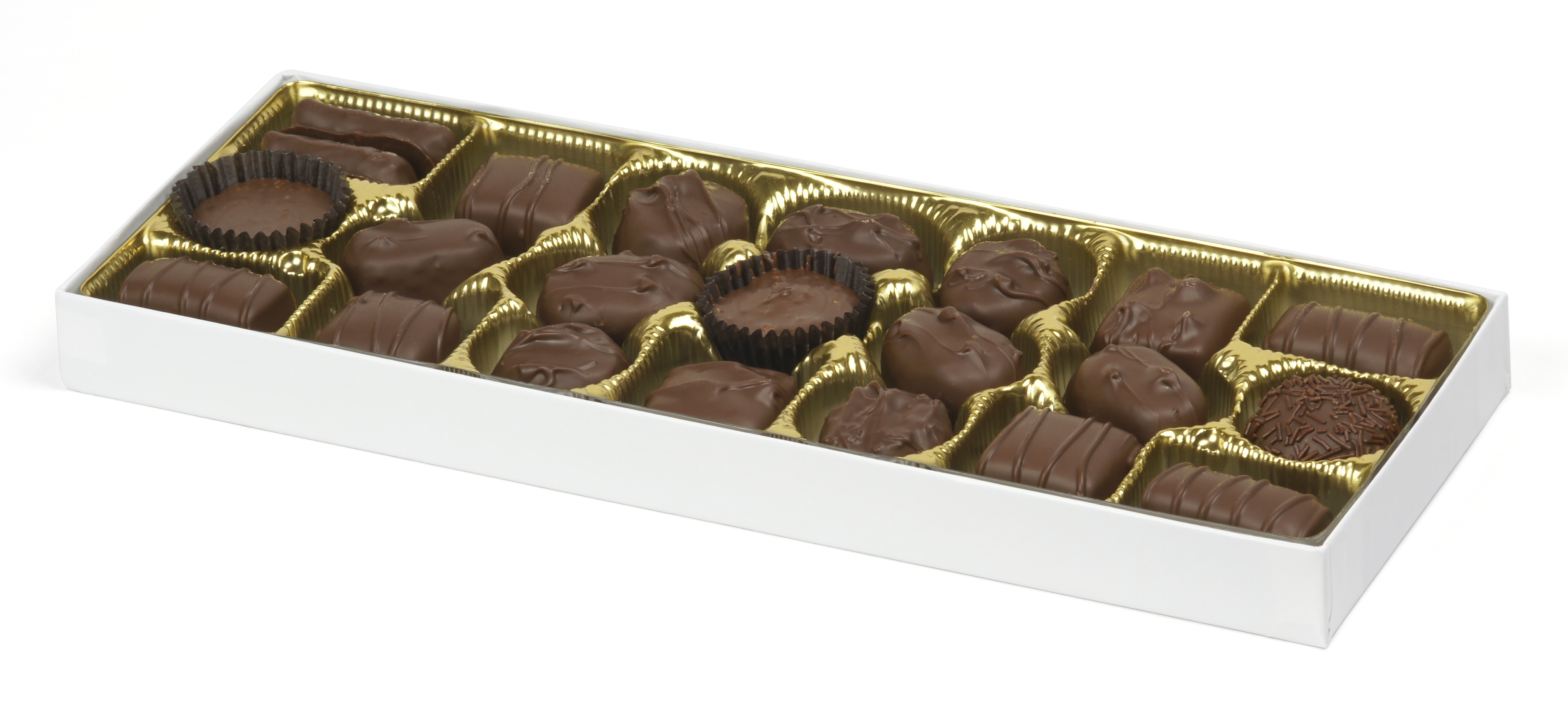